# Italia ai Giochi paralimpici
L'Italia è presente ai giochi paralimpici estivi fino dalla loro prima edizione che si tenne nel 1960 a Roma nonché a quelli invernali sin dalla seconda edizione del 1980 a Geilo (Norvegia).

## Medagliere

### Giochi estivi
In evidenza l'edizione in cui l'Italia era la nazione ospitante
| Giochi                 | Oro | Argento | Bronzo | Totale | Pos. |
| ---------------------- | --- | ------- | ------ | ------ | ---- |
| 1960 Roma              | 29  | 28      | 23     | 80     | 1    |
| 1964 Tokyo             | 14  | 15      | 16     | 45     | 3    |
| 1968 Tel Aviv          | 12  | 10      | 17     | 39     | 7    |
| 1972 Heidelberg        | 8   | 4       | 5      | 17     | 9    |
| 1976 Toronto           | 2   | 5       | 11     | 18     | 25   |
| 1980 Arnhem            | 6   | 5       | 9      | 20     | 20   |
| 1984 Stoke M.-New York | 9   | 19      | 14     | 42     | 21   |
| 1988 Seul              | 16  | 15      | 27     | 58     | 16   |
| 1992 Barcellona        | 10  | 7       | 18     | 35     | 15   |
| 1996 Atlanta           | 11  | 20      | 14     | 45     | 14   |
| 2000 Sydney            | 9   | 8       | 10     | 27     | 18   |
| 2004 Atene             | 4   | 8       | 7      | 19     | 31   |
| 2008 Pechino           | 4   | 7       | 7      | 18     | 27   |
| 2012 Londra            | 9   | 8       | 11     | 28     | 13   |
| 2016 Rio de Janeiro    | 10  | 14      | 15     | 39     | 9    |
| 2020 Tokyo             | 14  | 29      | 26     | 69     | 9    |
| 2024 Parigi            | 24  | 15      | 32     | 71     | 6    |
| Totale                 | 191 | 217     | 262    | 670    | -    |

### Giochi invernali

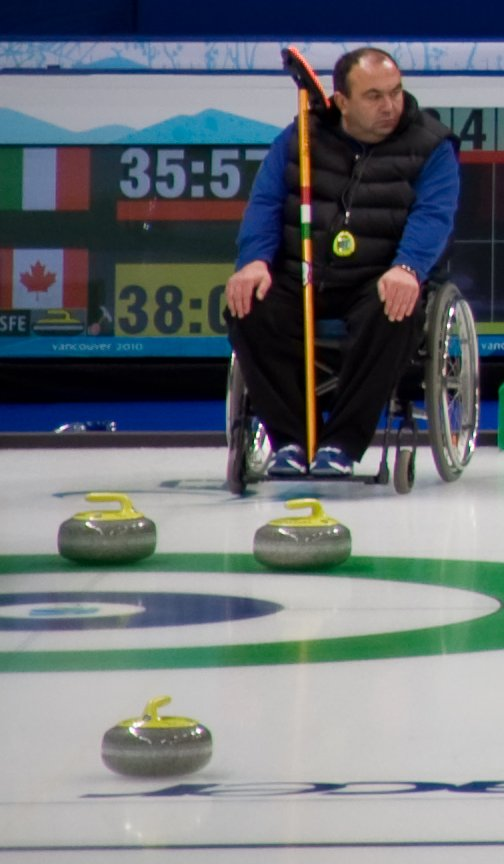
Lo skip azzurro del curling in carrozzina Andrea Tabanelli a Vancouver 2010

| 1976 Örnsköldsvik       | non ha partecipato | non ha partecipato | non ha partecipato | non ha partecipato | non ha partecipato | non ha partecipato | non ha partecipato | non ha partecipato | non ha partecipato | non ha partecipato | non ha partecipato | non ha partecipato | non ha partecipato | non ha partecipato | non ha partecipato | non ha partecipato | non ha partecipato | non ha partecipato | non ha partecipato | non ha partecipato | non ha partecipato | non ha partecipato | non ha partecipato | non ha partecipato | non ha partecipato | non ha partecipato | non ha partecipato | non ha partecipato | non ha partecipato | non ha partecipato | non ha partecipato | non ha partecipato | non ha partecipato | non ha partecipato | non ha partecipato | non ha partecipato | non ha partecipato | non ha partecipato | non ha partecipato | non ha partecipato | non ha partecipato | non ha partecipato | non ha partecipato | non ha partecipato | non ha partecipato |
| 1980 Geilo              | 0                  | 0                  | 0                  | 0                  | 11                 |                    |                    |                    |                    |                    |                    |                    |                    |                    |                    |                    |                    |                    |                    |                    |                    |                    |                    |                    |                    |                    |                    |                    |                    |                    |                    |                    |                    |                    |                    |                    |                    |                    |                    |                    |                    |                    |                    |                    |                    |
| 1984 Innsbruck          | 0                  | 0                  | 1                  | 1                  | 13                 |                    |                    |                    |                    |                    |                    |                    |                    |                    |                    |                    |                    |                    |                    |                    |                    |                    |                    |                    |                    |                    |                    |                    |                    |                    |                    |                    |                    |                    |                    |                    |                    |                    |                    |                    |                    |                    |                    |                    |                    |
| 1988 Innsbruck          | 3                  | 0                  | 6                  | 9                  | 10                 |                    |                    |                    |                    |                    |                    |                    |                    |                    |                    |                    |                    |                    |                    |                    |                    |                    |                    |                    |                    |                    |                    |                    |                    |                    |                    |                    |                    |                    |                    |                    |                    |                    |                    |                    |                    |                    |                    |                    |                    |
| 1992 Tignes-Albertville | 0                  | 1                  | 3                  | 4                  | 16                 |                    |                    |                    |                    |                    |                    |                    |                    |                    |                    |                    |                    |                    |                    |                    |                    |                    |                    |                    |                    |                    |                    |                    |                    |                    |                    |                    |                    |                    |                    |                    |                    |                    |                    |                    |                    |                    |                    |                    |                    |
| 1994 Lillehammer        | 0                  | 7                  | 7                  | 14                 | 17                 |                    |                    |                    |                    |                    |                    |                    |                    |                    |                    |                    |                    |                    |                    |                    |                    |                    |                    |                    |                    |                    |                    |                    |                    |                    |                    |                    |                    |                    |                    |                    |                    |                    |                    |                    |                    |                    |                    |                    |                    |
| 1998 Nagano             | 3                  | 4                  | 3                  | 10                 | 12                 |                    |                    |                    |                    |                    |                    |                    |                    |                    |                    |                    |                    |                    |                    |                    |                    |                    |                    |                    |                    |                    |                    |                    |                    |                    |                    |                    |                    |                    |                    |                    |                    |                    |                    |                    |                    |                    |                    |                    |                    |
| 2002 Salt Lake City     | 3                  | 3                  | 3                  | 9                  | 13                 |                    |                    |                    |                    |                    |                    |                    |                    |                    |                    |                    |                    |                    |                    |                    |                    |                    |                    |                    |                    |                    |                    |                    |                    |                    |                    |                    |                    |                    |                    |                    |                    |                    |                    |                    |                    |                    |                    |                    |                    |
| 2006 Torino             | 2                  | 2                  | 4                  | 8                  | 9                  |                    |                    |                    |                    |                    |                    |                    |                    |                    |                    |                    |                    |                    |                    |                    |                    |                    |                    |                    |                    |                    |                    |                    |                    |                    |                    |                    |                    |                    |                    |                    |                    |                    |                    |                    |                    |                    |                    |                    |                    |
| 2010 Vancouver          | 1                  | 3                  | 3                  | 7                  | 11                 |                    |                    |                    |                    |                    |                    |                    |                    |                    |                    |                    |                    |                    |                    |                    |                    |                    |                    |                    |                    |                    |                    |                    |                    |                    |                    |                    |                    |                    |                    |                    |                    |                    |                    |                    |                    |                    |                    |                    |                    |
| 2014 Sochi              | 0                  | 0                  | 0                  | 0                  | -                  |                    |                    |                    |                    |                    |                    |                    |                    |                    |                    |                    |                    |                    |                    |                    |                    |                    |                    |                    |                    |                    |                    |                    |                    |                    |                    |                    |                    |                    |                    |                    |                    |                    |                    |                    |                    |                    |                    |                    |                    |
| 2018 Pyeongchang        | 2                  | 2                  | 1                  | 5                  | 12                 |                    |                    |                    |                    |                    |                    |                    |                    |                    |                    |                    |                    |                    |                    |                    |                    |                    |                    |                    |                    |                    |                    |                    |                    |                    |                    |                    |                    |                    |                    |                    |                    |                    |                    |                    |                    |                    |                    |                    |                    |
| 2022 Pechino            | 2                  | 3                  | 2                  | 7                  | 11                 |                    |                    |                    |                    |                    |                    |                    |                    |                    |                    |                    |                    |                    |                    |                    |                    |                    |                    |                    |                    |                    |                    |                    |                    |                    |                    |                    |                    |                    |                    |                    |                    |                    |                    |                    |                    |                    |                    |                    |                    |
| Totale                  | 16                 | 25                 | 33                 | 74                 | 13                 |                    |                    |                    |                    |                    |                    |                    |                    |                    |                    |                    |                    |                    |                    |                    |                    |                    |                    |                    |                    |                    |                    |                    |                    |                    |                    |                    |                    |                    |                    |                    |                    |                    |                    |                    |                    |                    |                    |                    |                    |

### Per singolo sport

#### Medaglie negli sport estivi
| Sport                 | Oro | Argento | Bronzo | Totale |
| --------------------- | --- | ------- | ------ | ------ |
| Atletica leggera      | 58  | 62      | 74     | 194    |
| Biliardo              | 0   | 0       | 3      | 3      |
| Canoa                 | 0   | 0       | 1      | 1      |
| Canottaggio           | 1   | 0       | 0      | 1      |
| Ciclismo              | 17  | 17      | 24     | 58     |
| Equitazione           | 0   | 1       | 3      | 4      |
| Goalball              | 1   | 0       | 0      | 1      |
| Judo                  | 0   | 1       | 4      | 5      |
| Lawn bowls            | 0   | 0       | 2      | 2      |
| Nuoto                 | 63  | 70      | 73     | 206    |
| Pesistica paralimpica | 0   | 0       | 1      | 1      |
| Scherma in carrozzina | 30  | 36      | 31     | 97     |
| Taekwondo             | 0   | 0       | 1      | 1      |
| Tennistavolo          | 7   | 12      | 21     | 40     |
| Tiro a segno          | 5   | 2       | 7      | 14     |
| Tiro del dardo        | 0   | 0       | 1      | 1      |
| Tiro con l'arco       | 9   | 12      | 13     | 34     |
| Triathlon             | 0   | 4       | 3      | 7      |
| Totale                | 191 | 217     | 262    | 670    |

#### Medaglie negli sport invernali
| Sport        | Oro | Argento | Bronzo | Totale |
| ------------ | --- | ------- | ------ | ------ |
| Biathlon     | 0   | 0       | 1      | 1      |
| Sci alpino   | 12  | 20      | 22     | 54     |
| Sci di fondo | 4   | 4       | 9      | 17     |
| Snowboard    | 0   | 1       | 0      | 1      |
| Totale       | 16  | 25      | 32     | 73     |

## Plurivincitori
Segue l'elenco ufficiale del Comitato Paralimpico Internazionale. (aggiornato a Parigi 2024)
| #  | Atleta               | Oro | Argento | Bronzo | Totale |
| -- | -------------------- | --- | ------- | ------ | ------ |
| 1  | Roberto Marson       | 16  | 7       | 3      | 26     |
| 2  | Maria Scutti         | 10  | 3       | 2      | 15     |
| 3  | Anna Maria Toso      | 8   | 10      | 2      | 22     |
| 4  | Luca Pancalli        | 8   | 6       | 1      | 15     |
| 5  | Alvise De Vidi       | 8   | 3       | 3      | 14     |
| 6  | Stefano Raimondi     | 6   | 5       | 2      | 13     |
| 7  | Franco Rossi         | 6   | 3       | 4      | 13     |
| 8  | Paola Fantato        | 5   | 1       | 2      | 8      |
| 8  | Santo Mangano        | 5   | 1       | 2      | 8      |
| 10 | Renzo Rogo           | 5   | 0       | 2      | 7      |
| 11 | Giovanni Ferraris    | 4   | 4       | 5      | 13     |
| 12 | Carlotta Gilli       | 4   | 3       | 3      | 10     |
| 13 | Giacomo Bertagnolli  | 4   | 3       | 1      | 8      |
| 13 | Simone Barlaam       | 4   | 3       | 1      | 8      |
| 15 | Alex Zanardi         | 4   | 2       | 0      | 6      |
| 16 | Luca Mazzone         | 3   | 7       | 2      | 12     |
| 17 | Bruno Oberhammer     | 3   | 5       | 4      | 12     |
| 18 | Mariella Bertini     | 3   | 5       | 0      | 8      |
| 19 | Francesca Porcellato | 3   | 4       | 7      | 14     |
| 20 | Martina Caironi      | 3   | 4       | 0      | 7      |
| 21 | Assunta Legnante     | 3   | 3       | 0      | 6      |
| 22 | Aldo Manganaro       | 3   | 2       | 4      | 9      |